# Cyrus McCormick
Cyrus Hall McCormick, Sr. (1809–1884) fou un inventor estatunidenc i fundador de la McCormick Harvesting Machine Company, que va passar a formar part de la International Harvester Company el 1902. Ell i força membres de la família McCormick foren prominents ciutadans de Chicago.
Originari de les muntanyes Blue Ridge de Virgínia, ell i molts membres de la família McCormick es van convertir en destacats residents de Chicago. McCormick ha estat acreditat com l'únic inventor de la segadora mecànica. Tanmateix, va ser un dels diversos enginyers dissenyadors que van produir models d'èxit a la dècada de 1830. Els seus esforços es van basar en més de dues dècades de treball del seu pare Robert McCormick Jr., amb l'ajuda de Jo Anderson, que va ser esclavitzat per la família. També va desenvolupar amb èxit una empresa moderna, amb fabricació, màrqueting i una força de vendes per comercialitzar els seus productes.

## Primers anys de vida i carrera

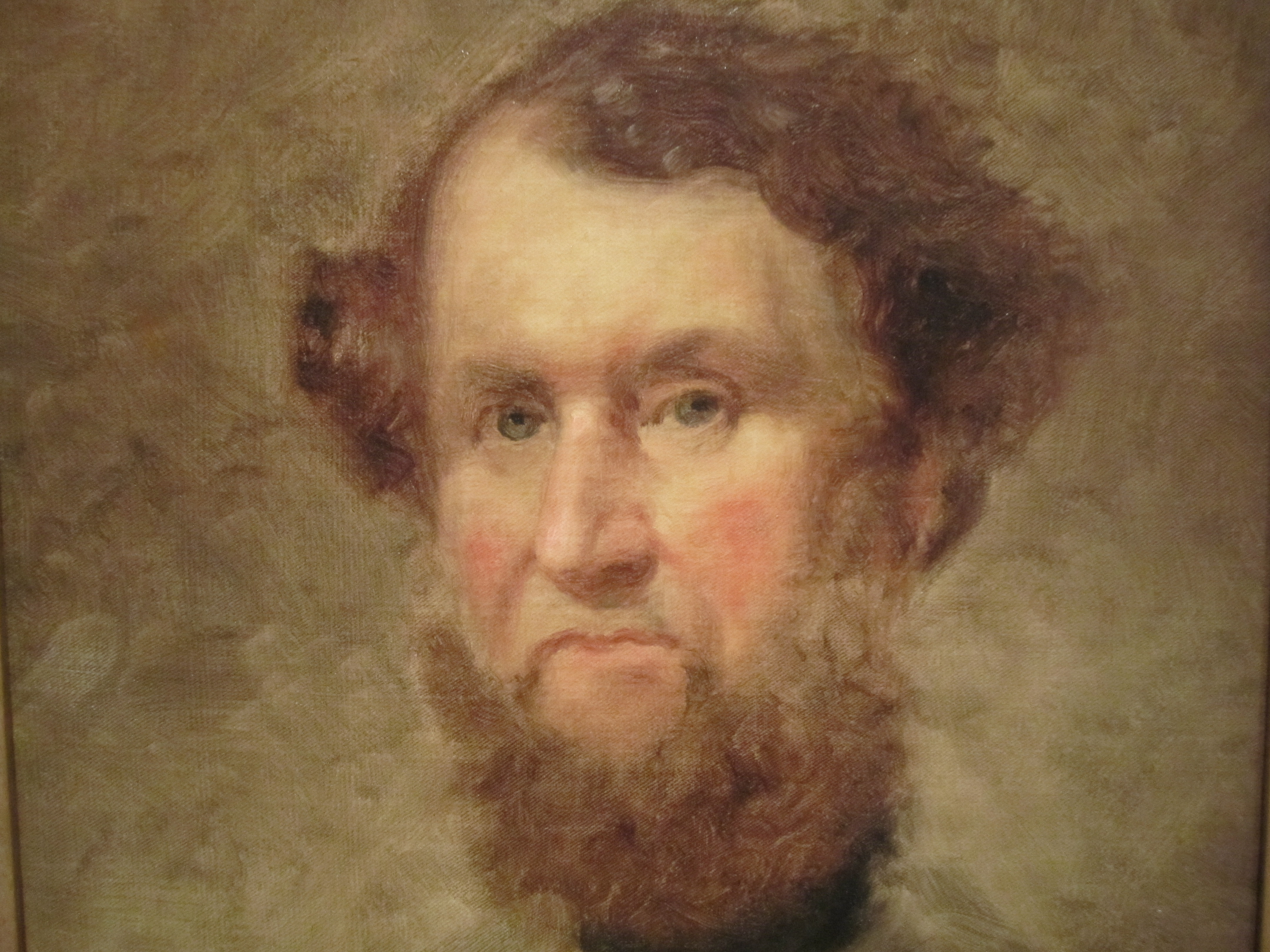
Retrat de Cyrus Hall McCormick, conservat per la National Portrait Gallery de Washington, DC

Cyrus Hall McCormick va néixer el 15 de febrer de 1809 a Raphine, Virgínia. Va ser el més gran de vuit fills nascuts de l'inventor Robert McCormick Jr. (1780–1846) i Mary Ann "Polly" Hall (1780–1853). Com que el pare de Cyrus va veure el potencial del disseny d'una segadora mecànica, va sol·licitar una patent per reclamar-la com a invenció pròpia. Va treballar durant 28 anys en una dalladora antiga tirada per cavalls per collir gra; no obstant això, mai va poder reproduir una versió fiable.
A partir dels anys de feina del seu pare, Cyrus va emprendre el projecte amb l'ajuda de Jo Anderson, un afroamericà esclavitzat a la plantació McCormick. Algunes màquines basades en un disseny de Patrick Bell d'Escòcia (que no havien estat patentades) estaven disponibles als Estats Units en aquests anys. La màquina Bell era empesa per cavalls. El disseny de McCormick va ser tirat per cavalls i tallava el gra a un costat de l'equip.
Cyrus McCormick va fer una de les seves primeres demostracions de sega mecànica al poble proper de Steeles Tavern, Virgínia el 1831. Va afirmar haver desenvolupat una versió final de la segadora el 18 mesos. Al jove McCormick se li va concedir una patent sobre la segadora el 21 de juny de 1834, dos anys després d'haver-se concedit una patent per a una arada autoesmoladora. No se'n va vendre cap, però, perquè la màquina no podia suportar condicions variables.

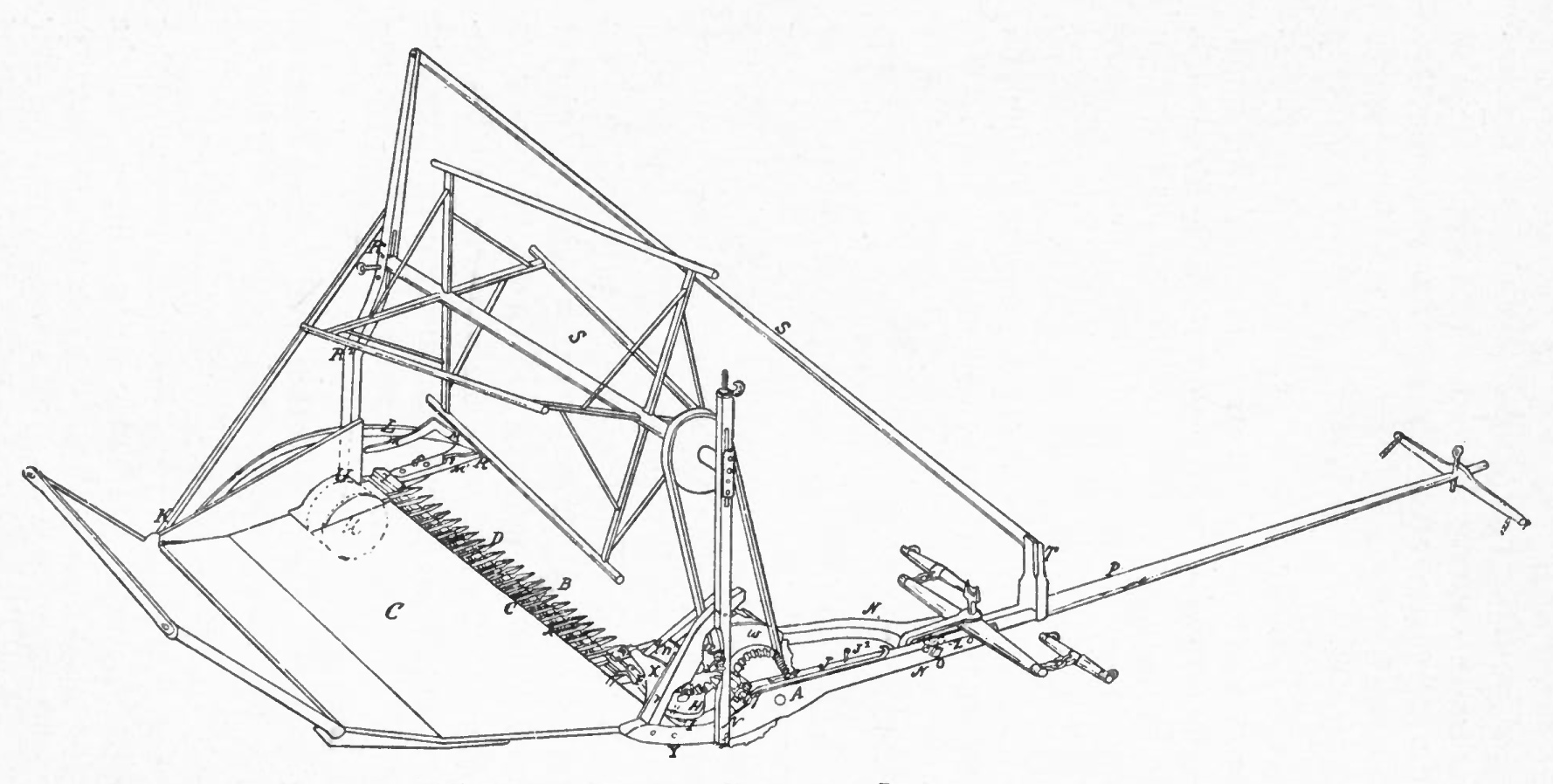
Esbós del model de segador de 1845

La família McCormick també va treballar junts en un negoci de ferreria i fosa de metalls. El pànic del 1837 gairebé va fer que la família entrés en fallida quan un soci es va retirar. El 1839 McCormick va començar a fer més demostracions públiques de la segadora, però els agricultors locals encara pensaven que la màquina no era fiable. En va vendre una el 1840, però cap el 1841.
Utilitzant l'aval del primer client del seu pare per a una màquina construïda per McPhetrich, Cyrus va intentar contínuament millorar el disseny. Finalment va vendre set segadores el 1842, 29 el 1843 i 50 el 1844. Totes es construïen manualment a la botiga de la granja familiar. Va rebre una segona patent per a millores de segadores el 31 de gener de 1845.
A mesura que es va estendre la veu sobre la segadora, McCormick va notar que arribaven ordres de més a l'oest, on les granges acostumaven a ser més grans i la terra més plana. Mentre estava a Washington, DC per obtenir la seva patent de 1845, va sentir parlar d'una fàbrica a Brockport, Nova York, on va contractar que les màquines es produïssin en massa. També va llicenciar a altres per tot el país per construir la segadora, però la seva qualitat sovint va resultar deficient, cosa que va perjudicar la reputació del producte.

## Trasllat a Chicago
El 1847, després de la mort del seu pare, Cyrus i el seu germà Leander (1819–1900) es van traslladar a Chicago, on van establir una fàbrica per construir les seves màquines. A l'època, altres ciutats del mig oest dels Estats Units, com Cleveland, Ohio; St. Louis, Missouri; i Milwaukee, Wisconsin eren més pròsperes. Chicago no tenia carrers pavimentats en aquell moment, però la ciutat tenia el millor transport d'aigua des de l'est sobre els Grans Llacs per a les seves matèries primeres, així com connexions ferroviàries cap a l'oest més llunyà on estarien els seus clients.
Quan McCormick va intentar renovar la seva patent el 1848, l’Oficina de Patents dels EUA va assenyalar que Obed Hussey ja havia patentat una màquina similar uns mesos abans. McCormick va afirmar que realment havia inventat la seva màquina el 1831, però la renovació va ser denegada. William Manning de Plainfield, Nova Jersey també havia rebut una patent per a la seva segadora el maig de 1831, però en aquell moment, evidentment, Manning no defensava la seva patent.
El germà de McCormick, William (1815–1865) es va traslladar a Chicago el 1849 i es va unir a l'empresa per fer-se càrrec dels assumptes financers. La segadora McCormick es va vendre bé, en part com a resultat de pràctiques empresarials intel·ligents i innovadores. Els seus productes van sortir al mercat de la mateixa manera que el desenvolupament dels ferrocarrils oferia una àmplia distribució a mercats llunyans. McCormick va desenvolupar tècniques de màrqueting i vendes, desenvolupant una àmplia xarxa de venedors formats per demostrar el funcionament de les màquines al camp, així com per aconseguir peces ràpidament i reparar màquines al camp si cal durant els moments crucials de l'any agrícola.
Un anunci d'empresa era el mural Westward the Course of Empire Takes Its Way d’Emanuel Leutze; va afegir al títol: "amb McCormick Reapers a la furgoneta".
El 1851, McCormick va viatjar a Londres per mostrar una segadora a l'Exposició del Palau de Cristall. Després que la seva màquina va collir amb èxit un camp de blat verd mentre la màquina Hussey fallava, va guanyar una medalla d'or i va ser admès a la Legió d'Honor. La seva celebració va durar poc després que va saber que havia perdut una impugnació judicial contra la patent de Hussey.

## Polèmiques legals i èxit
Un altre competidor de McCormick Company va ser John Henry Manny de Rockford, Illinois. Després que el Manny Reaper va vèncer la versió de McCormick a l'Exposició de París de 1855, McCormick va presentar una demanda contra Manny per infracció de patents. McCormick va exigir que Manny deixés de produir segadores i li pagués 400.000 dòlars.
El judici, previst originalment a Chicago el setembre de 1855, va comptar amb destacats advocats d'ambdues parts. McCormick va contractar l'antic fiscal general dels EUA Reverdy Johnson i l'advocat de patents de Nova York Edward Nicholl Dickerson. Manny va contractar George Harding i Edwin M. Stanton. Com que el judici estava previst que tingués lloc a Illinois, Harding va contractar l'advocat local d'Illinois Abraham Lincoln. El judici es va traslladar a Cincinnati, Ohio, però. Manny va guanyar el cas, amb un vot particular del jutge del Tribunal Suprem de l'Estat John McLean. Lincoln no va contribuir a la defensa. Stanton s'havia oposat a la presència de Lincoln, referint-se a ell com "aquell maleït simi armat de fa temps". Després de ser elegit president cinc anys més tard, Lincoln va seleccionar Stanton per ser el seu secretari de guerra, on es va convertir en un dels consellers clau de Lincoln.

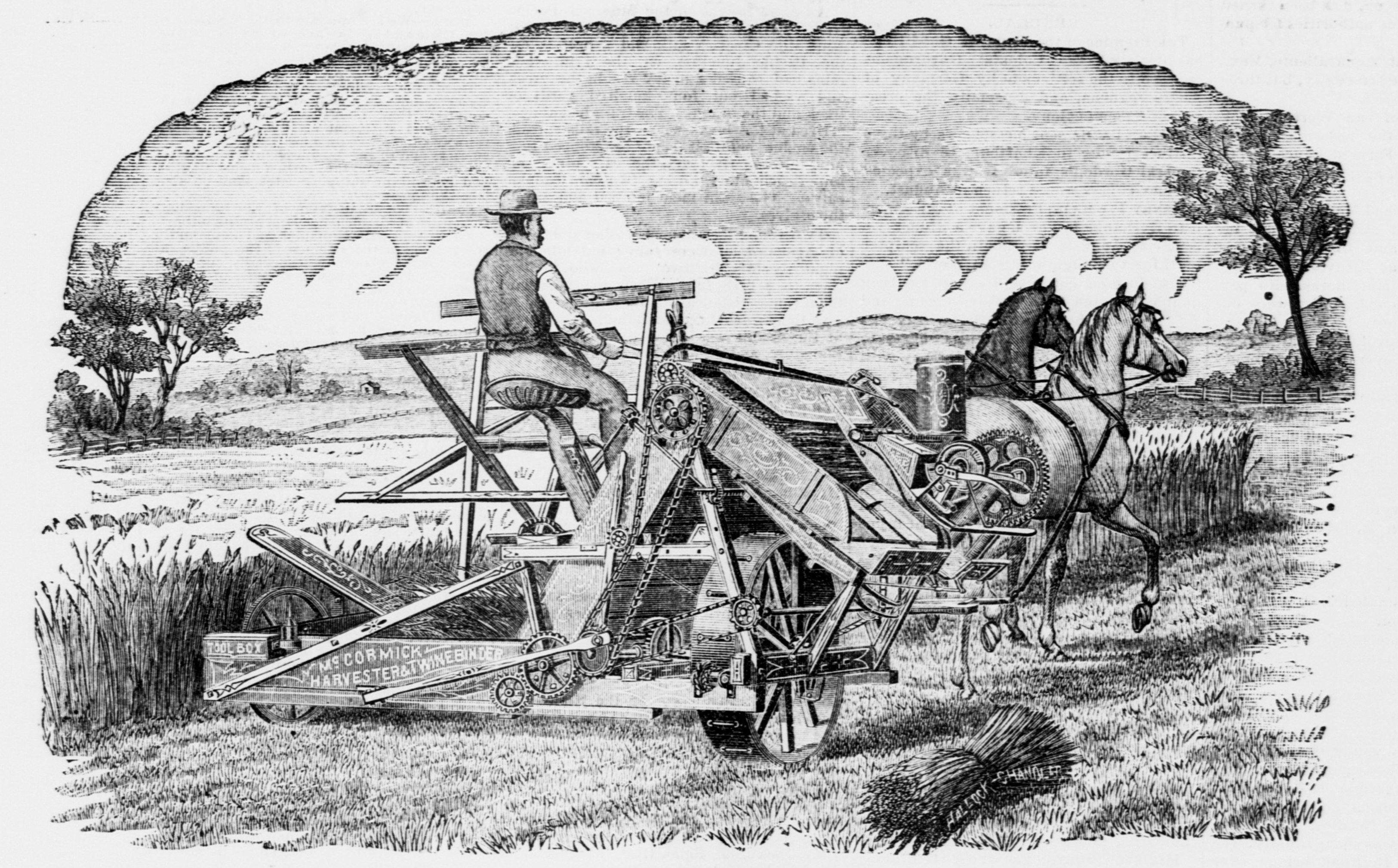
Segadora McCormick i enquadernador de fil el 1884

El 1856, la fàbrica de McCormick produïa més de 4000 segadores cada any, la majoria venudes al mig oest i l'oest. El 1861, però, la patent de Hussey es va estendre, però la de McCormick no. L'oposició oberta de McCormick a Lincoln i al partit republicà antiesclavista potser no va ajudar la seva causa. McCormick va decidir buscar ajuda al Congrés dels Estats Units per protegir la seva patent.
El 1871, la fàbrica es va incendiar al Gran incendi de Chicago, però McCormick va escoltar els consells de la seva dona per reconstruir-la, i es va reobrir el 1873, tot i que la salut de McCormick va empitjorar, per la qual cosa ella va tenir un paper més important en els negocis familiars i en els afers filantròpics. El 1879, el germà Leander va canviar el nom de l'empresa de "Cyrus H. McCormick and Brothers" a "McCormick Harvesting Machine Company". Ha volgut reconèixer les contribucions d'altres membres de la família a la "invenció" de la segadora i la companyia, especialment el seu pare.

## Relacions familiars
El 26 de gener de 1858, Cyrus McCormick, de 49 anys, es va casar amb la seva secretària Nancy "Nettie" Fowler (1835–1923). Era una òrfena de Nova York que s'havia graduat al Troy Female Seminary i es va traslladar a Chicago. S'havien conegut dos anys abans i van compartir opinions sobre negocis, religió i política del partit demòcrata. Van tenir set fills:
1. Cyrus Hall McCormick Jr. va néixer el 16 de maig de 1859.
2. Mary Virginia McCormick va néixer el 5 de maig de 1861.
3. Robert McCormick III va néixer el 5 d'octubre de 1863 i va morir el 6 de gener de 1865.
4. Anita McCormick va néixer el 4 de juliol de 1866, es va casar amb Emmons Blaine el 26 de setembre de 1889 i va morir el 12 de febrer de 1954. Emmons era fill del secretari d'estat nord-americà James G. Blaine.[18]
5. Alice McCormick va néixer el 15 de març de 1870 i va morir menys d'un any després, el 25 de gener de 1871.
6. Harold Fowler McCormick va néixer el 2 de maig de 1872, es va casar amb Edith Rockefeller i va morir el 1941. Edith era la filla petita del cofundador de la Standard Oil John Davison Rockefeller i de la professora d'escola Laura Celestia "Cettie" Spelman.
7. Stanley Robert McCormick va néixer el 2 de novembre de 1874, es va casar amb Katharine Dexter (1875–1967) i va morir el 19 de gener de 1947.[19]

Mary i Stanley tenien esquizofrènia. La vida de Stanley McCormick va inspirar la novel·la de 1998 Riven Rock de T. Coraghessan Boyle.
Cyrus McCormick era oncle de Robert Sanderson McCormick (gendre de Joseph Medill); avi de Joseph Medill McCormick i Robert Rutherford McCormick; i besàvi de William McCormick Blair Jr.
McCormick també es va convertir en el principal benefactor i síndic del que havia estat el Seminari Teològic del Nord-oest, que es va traslladar al barri de Lincoln Park de Chicago el 1859, any en què va dotar de quatre càtedres. La institució va ser rebatejada com a McCormick Theological Seminary el 1886, després de la seva mort, tot i que es va traslladar al barri de Hyde Park de Chicago el 1975 i va començar a compartir instal·lacions amb l’Escola Luterana de Teologia de Chicago.
El 1869, McCormick va donar 10.000 dòlars per ajudar Dwight L. Moody a iniciar l'YMCA, i el seu fill Cyrus Jr. es convertiria en el primer president del Moody Bible Institute.
McCormick i més tard la seva vídua, Nettie Day McCormick, també van donar importants sumes a Tusculum College, una institució presbiteriana de Tennessee, així com per establir esglésies i escoles dominicals al sud després de la guerra, tot i que aquella regió va tardar a adoptar la seva granja. maquinària i pràctiques millorades. A més, el 1872, McCormick va comprar un diari religiós, l’Interior, que va rebatejar com a Continent i es va convertir en una de les principals publicacions presbiterianes.
Durant els darrers 20 anys de la seva vida, McCormick va ser un benefactor i membre del consell d'administració de la Universitat de Washington i Lee a la seva Virginia natal. El seu germà Leander també va donar fons per construir un observatori al mont Jefferson, operat per la Universitat de Virgínia, anomenat Observatori McCormick.

## Final de la seva vida i mort
Els últims quatre anys de la seva vida, McCormick va quedar 
invàlid, després que un ictus li va paralitzar les cames; no va poder caminar durant els seus dos últims anys. Va morir a casa seva a Chicago el 13 de maig de 1884. Va ser enterrat al cementiri de Graceland. Li va sobreviure la seva vídua, Nettie, que va continuar amb les seves activitats cristianes i benèfiques, als Estats Units i a l'estranger, entre 1890 i la seva mort el 1923, donant 8 milions de dòlars (més de 160 milions de dòlars en equivalents moderns) a hospitals, agències de socors i desastres, esglésies, activitats juvenils i institucions educatives, i esdevenir la benefactor principal de les activitats de l'Església Presbiteriana en aquella època.
El lideratge oficial de l'empresa va passar al seu fill gran Cyrus Hall McCormick Jr., però el seu net Cyrus McCormick III va dirigir l'empresa. Quatre anys més tard, les pràctiques laborals de l'empresa (pagar als treballadors 9 dòlars setmanals) van provocar els disturbis de Haymarket. Finalment, Cyrus Jr. es va unir amb JP Morgan per crear la International Harvester Corporation el 1902. Després de Cyrus Hall McCormick Jr., Harold Fowler McCormick va dirigir International Harvester. Diversos membres de la família McCormick van continuar implicats amb la corporació fins a Brooks McCormick, que va morir el 2006.

## Llegat i honors
McCormick va rebre nombrosos premis i medalles pel seu segador, que va reduir el treball humà a les granges alhora que augmentava la productivitat.
Així, va contribuir a la industrialització de l'agricultura així com a la migració de mà d'obra a les ciutats de nombrosos països productors de blat (36 per la mort de McCormick). El govern francès va nomenar a McCormick Oficial de la Légion d'honneur el 1851, i el 1878 va ser elegit membre corresponent de l'Acadèmia Francesa de les Ciències "com que havia fet més per la causa de l'agricultura que qualsevol altre home viu".
La Wisconsin Historical Society té els documents de Cyrus McCormick.
- La granja Cyrus McCormick, gestionada per altres membres de la família després que Cyrus i Leander es traslladessin a Chicago, es va donar finalment a Virginia Tech, que opera el nucli de la propietat com a museu gratuït, i altres seccions com a granja experimental. Un marcador commemoratiu de la contribució de Cyrus McCormick a l'agricultura s'havia aixecat prop de la casa principal el 1928.
- Una estàtua de McCormick es va erigir al campus davanter de la Universitat de Washington i Lee, a Lexington, Virgínia.
- La ciutat de McCormick, Carolina del Sud i el comtat de McCormick a l'estat van rebre el seu nom després que va comprar una mina d'or a la ciutat, antigament coneguda com Dornsville.[26]
- L'any 1975, McCormick va ser inclòs al Saló de la Fama de Negocis dels EUA Junior Achievement.[27]
- L'any 1940 es van emetre segells postals de 3 cèntims dels EUA per commemorar Cyrus Hall McCormick. Vegeu la sèrie Famous Americans de 1940.

## Activisme
McCormick sempre havia estat un presbiterià devot, així com un defensor de la unitat cristiana. També va valorar i demostrar en la seva vida els trets calvinistes de la abnegació, la sobrietat, l'estalvi, l'eficiència i la moralitat. Creia que alimentar el món, facilitat per la segadora, formava part de la seva missió religiosa a la vida.
Demòcrata de tota la vida, abans de la Guerra Civil dels Estats Units, McCormick havia publicat editorials als seus diaris, The Chicago Times i Herald, demanant la reconciliació entre les seccions nacionals. Les seves opinions, però, eren impopulars a la seva ciutat natal. Encara que el seu invent va ajudar a alimentar les tropes de la Unió, McCormick creia que la Confederació no seria derrotada i ell i la seva dona van viatjar molt per Europa durant la guerra. McCormick es va presentar sense èxit al Congrés com a demòcrata pel 2n districte del Congrés d'Illinois amb una plataforma de pau ara el 1864, i va ser fortament derrotat pel republicà John Wentworth. També va proposar un pla de pau per incloure una Junta d'Arbitratge. Després de la guerra, McCormick va ajudar a fundar la Mississippi Valley Society, amb la missió de promoure els ports de Nova Orleans i Mississipi per al comerç europeu. També va donar suport als esforços per annexionar la República Dominicana com a territori dels Estats Units. A partir de 1872, McCormick va servir un mandat de quatre anys al Comitè Central del Partit Demòcrata d'Illinois. McCormick va proposar més tard un mecanisme internacional per controlar la producció i distribució d'aliments.